# 787
| 787                |
| ------------------ |
| Dødsfald - Fødsler |
|                    |

| Gregoriansk kalender | 787 DCCLXXXVII          |
| Ab urbe condita      | 1540                    |
| Armensk kalender     | 236 ԹՎ ՄԼԶ              |
| Kinesiske kalender   | 3483 – 3484 丙寅 – 丁卯 |
| Etiopisk kalender    | 779 – 780               |
| Jødisk kalender      | 4547 – 4548             |
| Hindukalendere       |                         |
| - Vikram Samvat      | 842 – 843               |
| - Shaka Samvat       | 709 – 710               |
| - Kali Yuga          | 3888 – 3889             |
| Iransk kalender      | 165 – 166               |
| Islamisk kalender    | 170 – 171               |

Se også 787 (tal)

## Begivenheder
- 24. september - det andet koncil i Nikæa afslutter forbuddet mod at ære ikoner indført under Leo III, hvilket slutter den første ikonoklasme i det Byzantinske Rige, striden fortsætter dog nogle år senere

## Født
- Abu Ma'shar al-Balkhi,[1] persisk astrolog, astronom og filosof (død 886).